# Epiphyllum oxypetalum
Epiphyllum oxypetalum ist eine Pflanzenart in der Gattung Epiphyllum aus der Familie der Kakteengewächse (Cactaceae). Das Artepitheton oxypetalum leitet sich von den griechischen Worten „ὀξύς“ (oxys) für spitz und „πέταλον“ (petalon) für Blatt ab und verweist auf die spitzen Kronblätter der Art.

## Beschreibung
Epiphyllum oxypetalum wächst reich verzweigt mit kräftigen Trieben, die bis zu 3 Meter lang werden können. Die Haupttriebe sind zylindrisch und zwischen 2 und 3 Meter lang. Die dünnfleischigen, abgeflachten, blattartigen Seitentriebe sind elliptisch geformt und mit Ausnahme der Ränder gewellt. Sie sind bis zu 30 Zentimeter lang und 10 bis 12 breit.
Die trichterförmigen Blüten besitzen eine bogige Blütenröhre. Sie erreichen bei Durchmessern von 12 bis 17 Zentimetern eine Länge von 25 bis 30 Zentimetern. Die äußeren Blütenhüllblätter sind schmal und rötlich, die inneren Blütenhüllblätter sind bis zu 2,5 Zentimeter breit und weiß.

## Verbreitung, Systematik und Gefährdung
Epiphyllum oxypetalum ist in den mexikanischen Bundesstaaten Chiapas, Oaxaca und Veracruz sowie im guatemaltekischen Departamento Izabal in tiefen Lagen verbreitet.
Die Erstbeschreibung als Cereus oxypetalus wurde 1828 durch Augustin-Pyrame de Candolle veröffentlicht. Adrian Hardy Haworth stellte die Art 1829 in die Gattung Epiphyllum.
In der Roten Liste gefährdeter Arten der IUCN wird die Art als „Least Concern (LC)“, d. h. als nicht gefährdet geführt.

## Nachweise